# Rock Symphonies
Rock Symphonies – album Davida Garretta wydany w 2010 roku. W Niemczech album sprzedano w ponad milionie egzemplarzy i został nagrodzony podwójną platyną.

## Lista utworów
1. Smells Like Teen Spirit (Nirvana cover) 4:06
2. November Rain (Guns N’ Roses cover) 3:59
3. The 5th (Ludwig van Beethoven) 3:33
4. Walk This Way feat. Orianthi (Aerosmith cover) 2:57
5. Live and Let Die (Paul McCartney & Wings cover) 3:25
6. Vivaldi vs. Vertigo (Antonio Vivaldi-U2 cover) 3:15
7. Master of Puppets (Metallica cover) 3:47
8. 80's Anthem (David Garrett, Alexander Bongartz i Franck van der Heijden) 3:33
9. Toccata (Johann Sebastian Bach) 3:52
10. Asturias (Isaac Albéniz) 2:57
11. Kashmir (Led Zeppelin cover) 3:36
12. Rock Symphony (David Garrett i John Haywood) 4:31
13. Peer Gynt (Edvard Grieg) 2:33
14. Mission: Impossible (Lalo Schifrin) 3:16
15. Rocking All Over the World (Status Quo cover) 3:43

### Album DVD (wydany tylko w USA)
1. Kashmir (Led Zeppelin cover)
2. Serenade (Franz Schubert)
3. Smells Like Teen Spirit (Nirvana cover)
4. Mission: Impossible (Lalo Schifrin)
5. Walk This Way feat. Orianthi (Aerosmith cover)
6. Smooth Criminal (Michael Jackson cover)
7. I’ll Stand by You (The Pretenders cover)
8. Peer Gynt (Edvard Grieg)
9. Asturias (Isaac Albéniz)
10. Child’s Anthem (Toto cover)
11. Zorba’s Dance (Mikis Theodorakis)
12. Hey Jude (Beatles cover)